# Antônio Ferreira
Antônio Ferreira, född 2 mars 1960, är en friidrottare från Brasilien. Han deltog vid olympiska sommarspelen 1980 och olympiska sommarspelen 1984.